# Ophiomyia gentilis
Ophiomyia gentilis este o specie de muște din genul Ophiomyia, familia Agromyzidae, descrisă de Spencer în anul 1973. Conform Catalogue of Life specia Ophiomyia gentilis nu are subspecii cunoscute.